# Diccionario Histórico de la Compañía de Jesús
El Diccionario Histórico de la Compañía de Jesús (abreviado, DHCJ o DHSI) es una obra enciclopédica respecto de la historia de esta orden católica fundada a mediados del siglo XVI.

## Historia
El proyecto se originó en 1977 por parte del Instituto Histórico de la Compañía de Jesús. El año siguiente sirvió para que se consultara preliminarmente el proyecto encontrando un apoyo favorable. El padre Arrupe, general de la Compañía, destinaría fondos a esta obra, aprobándola. Al frente de la obra, como director, se puso al jesuita Charles E. O’Neill, ayudado por los padres jesuitas Borja Medina (lengua española) y Fergus O’Donoghue (lengua inglesa).
Los años 1980 y 1981 sirvieron para fijar el listado de artículos, remitiendo listas iniciales a distintos colaboradores para que incluyesen o excluyesen según su criterio otros artículos. Posteriormente se repartirían a los distintos colaboradores los artículos que debían escribir. El Diccionario acabó contando con más de 700 autores y un equipo de traductores se encargó de forma continua de la traducción de artículos a los idiomas de publicación de la obra (inglés y español). En el 1993 se puso al frente del Diccionario al jesuita Joaquín María Domínguez, siendo actualizada la bibliografía por su compañero de orden José Martínez de la Escalera.
Su impresión finalizó el 2 de diciembre de 2001, festividad del jesuita y misionero San Francisco Javier.

## Descripción
El diccionario comprende 6.003 artículos, distribuidos en cuatro volúmenes y 4110 páginas. Por el contenido, sus artículos se distribuyen:
- 5.637 biografías, divididos para su elaboración en cuatro categorías de importancia cada una con un número inicial máximo de palabras. Se excluyen a personajes vivos (salvo Juan Pablo II o el entonces general, Kolbenvach). Cada artículo biográfico cuenta con una entradilla en que se muestran los siguientes datos: nacimiento, [ y en el caso de la mayoría de artículos sobre miembros de la Orden: entrada en la Compañía, ordenación, últimos votos] y muerte.

- 138 entradas sobre naciones

- 158 entradas sobre actividades

- 70 sobre aspectos de la propia orden.

## Valoración
El jesuita Manuel Revuelta consideró, inmediatamente tras la publicación del Diccionario:
El Diccionario que acaba de aparecer es el fruto de una obra colectiva, que hace visible la unión del cuerpo de la Compañía, tan deseada por San Ignacio. Los dos directores, el P. O'Neill, iniciador de la empresa; y el P. Domínguez, que la ha llevado a feliz término, merecen gratitud sincera por la tenacidad y acierto que han puesto en un trabajo erizado de dificultades. Junto a ellos ha habido una nube de colaboradores, en diverso grado, anónimos muchos de ellos, sin más aliciente que la satisfacción de un servicio bien hecho. Los principales beneficiarios de la obra son los mismos jesuitas, que reciben un instrumento de fácil manejo para conocer su propia historia. El Diccionario es, además, una aportación cultural estimable en el nivel propio de este género de obras. Facilita información, esclarece conceptos, resume temas complicados con garantías de objetividad, conduce a conocimientos más amplios y abre el camino a la investigación. Ha sido un aventura científica laboriosa con final feliz.